# Terrorisme en 2008
Chronologie du terrorisme
- 2004
- 2005
- 2006
- 2007
- 2008
- 2009
- 2010
- 2011
- 2012

En 2008, le nombre d'attentats augmente toujours pour atteindre le nombre de 4 788 attaques. Avec 9 093 morts, le nombre de victimes de ces attentats a légèrement baissé.

## Événements

### Janvier
- 10 janvier 2008, Pakistan : un attentat-suicide à Lahore fait 22 morts et 60 blessés[2].
- 28 janvier 2008, Somalie : Une voiture transportant des volontaires de MSF est détruite par un engin explosif improvisé sur une route de Kismaayo. Trois passagers sont tués : Damien Lehalle 27 ans logisticien français, Victor Okumu chirurgien kenyan et Mohamed Abdi Ali le chauffeur somalien. Le quatrième passager est gravement blessé. Hassan Kafi Hared journaliste somalien qui marchait le long de la route est également tué.

### Février
- 1er février, Irak : deux attentats suicides à Bagdad font 98 morts et 208 blessés[3].
- 2 février, Sri Lanka : attentat dans un car bondé à la gare routière de Dambulla. Le bilan est de 20 morts et d'une soixantaine de blessés[4].
- 3 février, Sri Lanka : un attentat dans un train entrant dans la gare de Colombo fait au moins douze morts. La police attribue cet attentat aux Tigres de libération de l'Eelam tamoul (LTTE)[5].
- 3 février, Irak : quatre morts dans l'attentat-suicide perpétré par deux kamikazes dans la mosquée de la ville de Tal Afar, située à 420 km au nord-ouest de Bagdad[réf. obsolète].
- 5 février, Somalie : Al-Shabbaab (les Shebabs) revendique un attentat à la bombe contre un hôtel de Bosaso au Puntland tuant de 20 à 39 personnes civiles selon les sources, dont beaucoup d'éthiopiens réfugiés.Al-Shabbaab proclame avoir tué des soldats au repos et non des civils[6].
- 10 février, Irak : un attentat-suicide à la voiture piégée a fait 34 morts près de Balad à 80 km au nord de Bagdad[7].
- 11 février, Pakistan : un attentat-suicide fait 25 morts à Charsadda, ville de la province frontalière du Nord-Ouest située à 30 km au nord-est de Peshawar, au moment même où des centaines de personnes étaient réunies à l'appel du Parti national Awami (ANP), un parti nationaliste pachtoune[réf. nécessaire]. Puis le même jour, au moins dix personnes, dont un candidat aux législatives, ont été tuées dans un attentat kamikaze à la voiture piégée qui a visé le convoi de ce candidat, sans étiquette à Aïdak, dans le district du Waziristan du Nord[réf. nécessaire].
- 12 février, Syrie : Imad Moughniyah, un dirigeant du Hezbollah chiite libanais, est tué lors de l'explosion d'une bombe posée dans sa voiture[8].
- 13 février, Pakistan : deux morts dans l'explosion d'une bombe dans la vallée de Swat, celle-ci visait le candidat local d'un parti islamiste radical, le Jamiat Ulema-e-Islam, à l'issue d'une réunion du parti. Il n'a pas été tué[réf. obsolète].
- 14 février, Irak : cinq morts dans l'explosion d'un mini-bus piégé dans le quartier chiite de Sadr City, dans l'Est de Bagdad[réf. obsolète].
- 16 février, Pakistan : un attentat-suicide à Parachinar, visant un bureau électoral du Parti du peuple pakistanais de Benazir Bhutto fait au moins 46 morts[9].Quelques heures plus tard, un attentat à la voiture suicide piégée fait deux morts à un poste de contrôle militaire, à Saidu Sharif, la principale ville de la vallée de Swat[réf. nécessaire].
- 16 février, Algérie : un militaire tué dans l'explosion d'une bombe dans la région de Tizi Ouzou, en Kabylie, à 110 km à l'est d'Alger[10].
- 17 février, Afghanistan : 100 personnes tuées lors d'un attentat-suicide perpétré lors d'un spectacle de combat de chiens à Kandahar[11].
- 18 février, Afghanistan : une nouvelle attaque a touché un marché de la ville de Spin Boldak. Au moins 37 civils ont été tués quand une bombe a explosé au passage d'un convoi de l'OTAN[réf. obsolète].
- 19 février, Irak : au moins sept membres des services de sécurité irakiens ont été tués dans l'explosion d'un camion piégé dans un quartier du sud-est de Bagdad[réf. obsolète].
- 20 février, Irak : dix personnes ont été tuées dans un attentat-suicide sur un marché d'une localité proche de Baqouba, au nord de Bagdad[réf. obsolète].
- 22 février, Afghanistan : treize personnes ont  été tuées dans un attentat vendredi dans la zone de Matta de la vallée de Swat. Une bombe à retardement a explosé au passage d'un cortège nuptial et la plupart des victimes sont des enfants[réf. nécessaire].
- 22 février, Irak : cinq personnes ont été tuées dans un attentat-suicide prenant pour cible un poste de contrôle de la police sur un marché populaire dans une ville de la province d'Anbar, dans l'ouest du pays[réf. obsolète].
- 22 février, Irak : un civil a été tué et dans l'explosion d'un chariot bourré d'explosifs près du Théâtre national au centre de Bagdad[réf. obsolète].

### Mars
- 6 mars, Israël : une fusillade dans une école faisant 8 morts et 10 blessés à Jérusalem[12]. (voir l'article Massacre de Merkaz Harav pour plus de détails)
- 6 mars, Irak : deux bombes explosent dans un marché à Bagdad faisant 54 morts et 130 blessés[13].
- 1er mars, Pakistan : une attentat suicide lors de funérailles à Mingora fait 38 morts et 65 blessés[14].
- 11 mars, Pakistan : Une série d'attentats à la bombe à Lahore fait 27 morts et 100 blessés[15].
- 23 mars, Irak : Abdallah al-Ajmi, ex-détenu koweïtien du camp de Guantanamo — arrêté en décembre 2001, à l'âge de 23 ans, alors qu'il était simple soldat pour les forces talibanes — meurt dans un attentat-suicide près de Mossoul (13 soldats irakiens morts et 42 autres blessés)[16].

### Avril
- 15 avril, Irak : un attentat à la bombe à Bakouba fait 54 morts et 90 blessés[17].
- 24 avril, Sri Lanka : 25 personnes sont tuées et 20 sont blessées dans un attentat à Columbo[18].

### Mai
- 13 mai, Inde : plusieurs attentats dans la ville de Jaipur font au moins 80 morts et 200 blessés[19]. Un bombe a explosé dans un temple hindou. (voir l'article Attentats de Jaipur pour plus de détails)

### Juin
- 8 juin, Algérie : un double attentat sur un chantier près de Lakhdaria tue 12 personnes dont Pierre Nowacki un ingénieur français travaillant pour le groupe de BTP Razel[20].
- 17 juin, Irak : un attentat à la voiture piégée à Bagdad fait 51 morts et 75 blessés[21].

### Juillet
- 6 juillet, Pakistan : un attentat-suicide aux abords de la Mosquée rouge d'Islamabad fait 15 morts[22].
- 6 juillet, Afghanistan : un attentat à Nangarhar fait 22 morts[23].
- 7 juillet, Afghanistan : un attentat meurtrier à Kaboul fait 41 morts et plus de 150 blessés[24].
- 9 juillet, Turquie : Une fusillade près du consulat américain à Istanbul fait 6 morts dont 3 assaillants et 2 blessés[25].
- 13 juillet, Afghanistan : un attentat-suicide dans un bazar dans la province d'Orouzgan fait 24 morts et 34 blessés[26].
- 26 juillet, Inde : Une série de 25 attentats frappe les villes d'Ahmedabad et Bangalore faisant 51 morts et plus de 171 blessés[27].
- 27 juillet, Turquie : Un double attentat fait 17 morts et 154 blessés à Istanbul[28].
- 28 juillet, Irak : Des attentats- suicides à Baghdad ont fait au moins 47 tués et plus de 100 blessés[29].
- 28 juillet, Inde : Une série d'attentats dans des lieux très fréquentés a fait 45 morts et plus de 161 blessés, à Ahmadabad[29].
- 29 juillet, Turquie : Un attentat qui a fait 17 morts dimanche à Istanbul[29].

### Août
- 5 août, Chine : un attentat dans la province de Xinjiang fait 16 morts et 16 blessés[30].
- 10 août, Algérie : un attentat-suicide a ciblé la gendarmerie de Zemouri el bahri faisant 8 morts et 19 blessés[31].
- 13 août, Liban : un attentat à Tripoli fait 17 morts dont 10 soldats de l'armée libanaise et 40 blessés[32].
- 17 août, Algérie : un attentat revendiqué par Al-Qaïda au Maghreb islamique à Skikda fait 8 morts[réf. nécessaire].
- 18 août, Afghanistan : un attentat-suicide à la voiture piégée revendiqué par les talibans visant une base américaine dans la province de Khost fait 9 morts et 13 blessés[33].
- 19 août, Algérie : un attentat-suicide contre une école de gendarmerie des Issers fait 43 morts et 45 blessés[34].
- 19 août, Pakistan : un attentat-suicide dans un complexe hospitalier à Dera Ismaïl Khan fait 23 morts et 20 blessés[35].
- 20 août, Algérie : deux attentats à l'aide de deux véhicules piégés à Bouira font 11 morts et 31 blessés[36].
- 21 août, Pakistan : un double attentat-suicide revendiqué par les talibans fait 64 morts devant une usine d'armement dans la localité de Wah près d'Islamabad[37].

### Septembre
- 6 septembre, Pakistan : un attentat-suicide sur un poste de contrôle policier et militaire à Zanglaï fait 33 morts[38].
- 13 septembre, Inde : cinq attentats à la bombe, quasi simultanés et revendiqués par le groupe islamiste Mujahedin Indiens, font 23 morts dans plusieurs quartiers commerçants de New Delhi[39].
- 15 septembre, Mexique : plusieurs grenades sont lancées dans la foule lors de la célébration du 198e anniversaire de l'indépendance mexicaine rassemblée à Morelia faisant 8 morts et 108 blessés. Le 27 septembre trois membres d'une organisation criminel dite des "Zetas" ont avoué être les auteurs matériels de l'attentat[40].
- 15 septembre, Irak : un attentat suicide à Bagdad fait 22 morts et 32 blessés[41].
- 17 septembre, Yémen : un double attentat-suicide à la voiture piégée revendiqué par le Djihad islamique au Yémen fait 16 morts, dont six assaillants, devant l'ambassade des États-Unis à Sanaa[42].
- 20 septembre, Pakistan : un camion piégé explose devant l'hôtel Marriott, un des plus grands de la ville d'Islamabad faisant 55 morts et 266 blessés[43]. L'attentat a été revendiqué par un groupe inconnu appelé les « Fedayin de l'islam »[44]. (voir l'article Attentat à l'hôtel Marriott d'Islamabad du 20 septembre 2008 pour plus de détails)
- 27 septembre, Syrie : un attentat à la voiture piégée dans une rue passante à Damas, fait 17 morts et 14 blessés[45].
- 27 septembre, Inde : un paquet explosif explose dans un marché aux fleurs de New Delhi faisant 2 morts et 22 blessés[46].
- 28 septembre, Éthiopie : une explosion près d'un hôtel dans le centre de Jijiga fait 4 morts et 22 blessés[47].
- 28 septembre, Sri Lanka : un attentat-suicide perpétré dans la ville de Vavuniya par un homme se déplaçant à vélo fait 1 mort et 9 blessés[réf. obsolète].
- 28 septembre, Irak : quatre attentats dont trois à la voiture piégée perpétrés dans le sud-ouest de Bagdad font 33 morts et 100 blessés[48].
- 28 septembre, Algérie : un attentat-suicide près de Dellys à une quarantaine de km à l'est d'Alger fait 3 morts et 6 blessés[49].
- 29 septembre, Liban : un attentat contre un bus de l'armée à l'entrée sud de Tripoli fait 7 morts et 22 blessés[50].
- 29 septembre, Afghanistan : l'explosion d'une bombe au passage d'un véhicule dans la province de Paktika fait 2 morts et 2 blessés[51].
- 29 septembre, Inde : Deux attentats dans les États indiens de Gujarat et de Maharashtra font 5 morts et 30 blessés[52].

### Octobre
- 1er octobre, Irak : un attentat à la voiture piégée près du lieu saint chiite de Sayyid Mohammed, à Balad fait 4 morts et 15 blessés[53].
- 1er octobre, Inde : quatre explosions sur des marchés bondés à Agartala dans l'État de Tripura font 2 morts et 100 blessés[54],[55].
- 2 octobre, Irak : deux attentats suicide près de deux mosquées chiites de Bagdad font 26 morts et 50 blessés[56].
- 2 octobre, Pakistan : un attentat-suicide visant un politicien membre de la coalition gouvernementale dans la ville de Charsadda fait 4 morts[57].
- 3 octobre, Ossétie du Sud : un attentat à la voiture piégée près d'une caserne des forces russes, située à Tskhinvali, la capitale de la province géorgienne sécessionniste, fait 11 morts dont 8 soldats russes et fait 7 blessés[58].
- 5 octobre, Irak : un kamikaze se fait exploser lors d'une opération américaine dans une maison à Mossoul faisant 11 morts[59].
- 6 octobre, Sri Lanka : un attentat-suicide à Anurâdhapura lors de l'inauguration d'un nouveau bureau du Parti national unifié (UNP) fait 27 morts et 80 blessés[60].
- 6 octobre, Pakistan : un attentat-suicide dans le centre du Pakistan contre la résidence d'un député fait 18 morts et 60 blessés[61]
- 7 octobre, Thaïlande : l'explosion d'une voiture piégée non loin du Parlement à Bangkok fait un mort[62].
- 8 octobre, Irak : un attentat-suicide devant le tribunal de Baaqouba fait 10 morts[53].
- 8 octobre, Turquie : une attaque des rebelles kurdes contre un car transportant des policiers d'une école de police à Diyarbakir fait 4 morts et 22 blessés[63].
- 9 octobre, Pakistan : l'explosion d'une bombe artisanale au passage d'un car scolaire et d'un véhicule transportant des prisonniers dans le district du Upper Dir fait 10 morts[64].
- 9 octobre, Sri Lanka : un attentat-suicide dirigé contre un ministre fait 1 mort et 5 blessés. Les Tigres de libération de l'Eelam tamoul sont à l'origine de l'attentat[65].
- 9 octobre, Bosnie-Herzégovine : l'explosion d'un engin explosif dans un centre commercial de Vitez dans le centre de la Bosnie-Herzégovine fait 1 mort et 3 blessés[66].
- 9 octobre, Irak : un attentat près du domicile d'un parlementaire dans le quartier de Sadr City fait 3 morts et 4 blessés, le parlementaire a été tué dans l'attaque[67].
- 9 octobre, Irak : une bombe explose au passage d'un convoi de la police à Sadr City faisant 1 mort et 4 blessés[67].
- 9 octobre, Irak : l'explosion d'une bombe magnétique dissimulée sous une voiture sur une route du quartier Al-Mansour (ouest) fait un mort[67].
- 10 octobre, Pakistan : un attentat-suicide au cours d'une réunion de miliciens tribaux hostiles aux talibans dans le Nord-Ouest du Pakistan fait 60 morts[68].
- 10 octobre, Irak : une voiture piégée explose au milieu du marché d'Aboudcher, dans le sud de la capitale irakienne faisant 13 morts et 26 blessés[69].
- 10 octobre, Irak : une bombe explose près d'un minibus peu après le passage d'une patrouille de l'armée américaine dans le quartier de Doura faisant 1 mort et 12 blessés[69].
- 10 octobre, Irak : l'explosion d'une bombe sur un marché du centre-ville de Mossoul fait 2 morts et 12 blessés[69].
- 10 octobre, Pérou : une attaque attribuée à la guérilla maoïste du Sentier lumineux contre un convoi militaire dans le Sud-Est du pays fait 14 morts dont 12 soldats et fait 17 blessés[70].
- 11 octobre, Afghanistan : un attentat dans la province de Khost(est) tue 7 gardes d'une entreprise de sécurité privée[réf. nécessaire].
- 12 octobre, Afghanistan : l'explosion de deux bombes dans la province de Zaboul (sud) fait 5 morts[71].
- 12 octobre, Irak : une voiture piégée explose dans une rue commerçante du sud-ouest de Bagdad faisant 9 morts et 13 blessés[72].
- 17 octobre, États-Unis : un attentat à la voiture piégée contre un cabinet d'avocats de Dalton fait 1 mort et 4 blessés, l'attentat résulte d'un conflit entre l'auteur de l'attentat et le cabinet d'avocat[réf. nécessaire].
- 23 octobre, Croatie : un attentat visant le propriétaire de l'hebdomadaire Nacional dans le centre de Zagreb fait 2 morts et 3 blessés, le propriétaire, Ivo Pukanic est le directeur marketing de l'hebdomadaire, Niko Franjic sont tués dans l'attentat[73]. (voir l'article Attentat de Zagreb du 23 octobre 2008 pour plus de détails)
- 29 octobre, Somalie : Al-Shabbaab (les Shebabs) revendique un attentat-suicide tuant 6 agents des services de renseignement (Puntland Intelligence Service) de Somalie au Puntland. Cette structure de renseignement bénéficiait de l'aide éthiopienne[74].
- 30 octobre, Inde : onze explosions dans quatre villes du Nord-Est du pays font 68 morts et 335 blessés[75].

### Novembre
- 6 novembre, Russie : un attentat-suicide contre un minibus tue 11 personnes à Vladikavkaz[76].
- 26 au 29 novembre, Inde : une série d'attaques à Bombay fait 188 morts, dont deux Français Loumia Hiridjee, fondatrice de la marque Princesse tam.tam et son mari Mourad Amarsy, et 327 blessés[77]. Ces attentats sont revendiqués par l'organisation islamiste des Moudjahidines du Deccan[réf. nécessaire].

### Décembre
- 5 décembre, Pakistan : un attentat à la voiture piégée à Peshawar fait 29 morts et 100 blessés[78]. (voir l'article Attentat du 5 décembre 2008 à Peshawar pour plus de détails)
- 11 décembre, Irak : un attentat-suicide à Bagdad fait 55 morts et 102 blessés[79].
- 28 décembre, Pakistan : un attentat à la voiture piégée fait 41 morts et 15 blessés à Bunir[80].